# Polo aquático no Campeonato Mundial de Esportes Aquáticos de 2013 - Feminino
O torneio feminino de polo aquático no Campeonato Mundial de Esportes Aquáticos de 2013 foi disputado entre 21 de julho e 2 de agosto na Piscines Bernat Picornell em Barcelona, Espanha.

## Medalhistas
| Ouro | Prata | Bronze |
| Espanha · Marta Bach · Andrea Blas · Anna Espar · Laura Ester · Maica García Godoy · Patricia Herrera · Laura López · Ona Meseguer · Lorena Miranda · Matilde Ortiz · Jennifer Pareja · María del Pilar Peña · Roser Tarragó | Austrália · Lea Barta · Jayde Appel · Hannah Buckling · Holly Lincoln-Smith · Isobel Bishop · Bronwen Knox · Rowena Webster · Glencora Ralph · Zoe Arancini · Ashleigh Southern · Keesja Gofers · Nicola Zagame · Kelsey Wakefield | Hungria · Flóra Bolonyai · Orsolya Kasó · Dóra Antal · Barbara Bujka · Krisztina Garda · Anna Illés · Rita Keszthelyi · Dóra Kisteleki · Katalin Menczinger · Ibolya Kitti Miskolczi · Gabriella Szűcs · Orsolya Takács · Ildikó Tóth |

## Primeira fase
Todas as partidas seguem o fuso horário da Espanha  (UTC+1)

### Grupo A
|               | J | V | E | D | GM | GS | SG  | PT |
| ------------- | - | - | - | - | -- | -- | --- | -- |
| Rússia        | 3 | 2 | 1 | 0 | 41 | 24 | +17 | 5  |
| Espanha       | 3 | 2 | 0 | 1 | 40 | 23 | +17 | 4  |
| Países Baixos | 3 | 1 | 1 | 1 | 54 | 29 | +25 | 3  |
| Uzbequistão   | 3 | 0 | 0 | 3 | 13 | 72 | −59 | 0  |

| 21 de julho de 2013 09:30 | Jogo 1 | Rússia                                     | 22–6 | Uzbequistão | Piscines Bernat Picornell, Barcelona Público: 225 Árbitros: Terepenka (CAN), Makita (JPN) |
| 21 de julho de 2013 09:30 | Jogo 1 | Pontuação por períodos: 5–1, 6–1, 5–2, 6–2 |      |             | Piscines Bernat Picornell, Barcelona Público: 225 Árbitros: Terepenka (CAN), Makita (JPN) |

| 21 de julho de 2013 21:30 | Jogo 8 | Espanha                                    | 14–12 | Países Baixos | Piscines Bernat Picornell, Barcelona Público: 1,300 Árbitros: Bianchi (ITA), Bender (GER) |
| 21 de julho de 2013 21:30 | Jogo 8 | Pontuação por períodos: 2–4, 5–1, 3–3, 4–4 |       |               | Piscines Bernat Picornell, Barcelona Público: 1,300 Árbitros: Bianchi (ITA), Bender (GER) |

| 23 de julho de 2013 20:10 | Jogo 15 | Uzbequistão                                | 3–30 | Países Baixos | Piscines Bernat Picornell, Barcelona Público: 500 Árbitros: Makita (JPN), Moller (ARG) |
| 23 de julho de 2013 20:10 | Jogo 15 | Pontuação por períodos: 1–7, 0–9, 1–6, 1–8 |      |               | Piscines Bernat Picornell, Barcelona Público: 500 Árbitros: Makita (JPN), Moller (ARG) |

| 23 de julho de 2013 21:30 | Jogo 16 | Espanha                                    | 6–7 | Rússia | Piscines Bernat Picornell, Barcelona Público: 1,500 Árbitros: Drury (USA), Flahive (AUS) |
| 23 de julho de 2013 21:30 | Jogo 16 | Pontuação por períodos: 0–1, 2–1, 1–3, 3–2 |     |        | Piscines Bernat Picornell, Barcelona Público: 1,500 Árbitros: Drury (USA), Flahive (AUS) |

| 25 de julho de 2013 17:30 | Jogo 21 | Rússia                                     | 12–12 | Países Baixos | Piscines Bernat Picornell, Barcelona Público: 300 Árbitros: Bianchi (ITA), Stavridis (GRE) |
| 25 de julho de 2013 17:30 | Jogo 21 | Pontuação por períodos: 3–3, 4–2, 1–2, 4–5 |       |               | Piscines Bernat Picornell, Barcelona Público: 300 Árbitros: Bianchi (ITA), Stavridis (GRE) |

| 25 de julho de 2013 21:30 | Jogo 24 | Espanha                                    | 20–4 | Uzbequistão | Piscines Bernat Picornell, Barcelona Público: 800 Árbitros: Vogel (HUN), Drury (USA) |
| 25 de julho de 2013 21:30 | Jogo 24 | Pontuação por períodos: 8–1, 3–0, 6–0, 3–3 |      |             | Piscines Bernat Picornell, Barcelona Público: 800 Árbitros: Vogel (HUN), Drury (USA) |

### Grupo B
|               | J | V | E | D | GM | GS | SG  | PT |
| ------------- | - | - | - | - | -- | -- | --- | -- |
| Austrália     | 3 | 3 | 0 | 0 | 45 | 10 | +35 | 6  |
| China         | 3 | 2 | 0 | 1 | 35 | 21 | +14 | 4  |
| Nova Zelândia | 3 | 1 | 0 | 2 | 22 | 35 | −13 | 2  |
| África do Sul | 3 | 0 | 0 | 3 | 10 | 46 | −36 | 0  |

| 21 de julho de 2013 10:50 | Jogo 2 | Austrália                                  | 15–4 | Nova Zelândia | Piscines Bernat Picornell, Barcelona Público: 320 Árbitros: Vogel (HUN), Cardenuto (BRA) |
| 21 de julho de 2013 10:50 | Jogo 2 | Pontuação por períodos: 3–1, 4–2, 4–0, 4–1 |      |               | Piscines Bernat Picornell, Barcelona Público: 320 Árbitros: Vogel (HUN), Cardenuto (BRA) |

| 21 de julho de 2013 12:10 | Jogo 3 | China                                      | 17–2 | África do Sul | Piscines Bernat Picornell, Barcelona Público: 150 Árbitros: Drury, Littlejohn (GBR) |
| 21 de julho de 2013 12:10 | Jogo 3 | Pontuação por períodos: 4–0, 4–0, 5–0, 4–2 |      |               | Piscines Bernat Picornell, Barcelona Público: 150 Árbitros: Drury, Littlejohn (GBR) |

| 23 de julho de 2013 09:30 | jogo 9 | África do Sul                              | 7–13 | Nova Zelândia | Piscines Bernat Picornell, Barcelona Público: 200 Árbitros: Koryzna (POL), Abramović (MNE) |
| 23 de julho de 2013 09:30 | jogo 9 | Pontuação por períodos: 2–3, 1–3, 1–3, 3–4 |      |               | Piscines Bernat Picornell, Barcelona Público: 200 Árbitros: Koryzna (POL), Abramović (MNE) |

| 23 de julho de 2013 10:50 | Jogo 10 | Austrália                                  | 14–5 | China | Piscines Bernat Picornell, Barcelona Público: 400 Árbitros: Bianchi (ITA), Bender (GER) |
| 23 de julho de 2013 10:50 | Jogo 10 | Pontuação por períodos: 1–3, 3–2, 6–0, 4–0 |      |       | Piscines Bernat Picornell, Barcelona Público: 400 Árbitros: Bianchi (ITA), Bender (GER) |

| 25 de julho de 2013 18:50 | Jogo 22 | Austrália                                  | 16–1 | África do Sul | Piscines Bernat Picornell, Barcelona Público: 200 Árbitros: Makita (JPN), Balfanbayev (KAZ) |
| 25 de julho de 2013 18:50 | Jogo 22 | Pontuação por períodos: 4–0, 5–1, 5–0, 2–0 |      |               | Piscines Bernat Picornell, Barcelona Público: 200 Árbitros: Makita (JPN), Balfanbayev (KAZ) |

| 25 de julho de 2013 20:10 | Jogo 23 | China                                      | 13–5 | Nova Zelândia | Piscines Bernat Picornell, Barcelona Público: 400 Árbitros: Cardenuto (BRA), Littlejohn (GBR) |
| 25 de julho de 2013 20:10 | Jogo 23 | Pontuação por períodos: 2–0, 4–1, 5–3, 2–1 |      |               | Piscines Bernat Picornell, Barcelona Público: 400 Árbitros: Cardenuto (BRA), Littlejohn (GBR) |

### Grupo C
|                | J | V | E | D | GM | GS | SG  | PT |
| -------------- | - | - | - | - | -- | -- | --- | -- |
| Estados Unidos | 3 | 3 | 0 | 0 | 38 | 20 | +18 | 6  |
| Canadá         | 3 | 1 | 1 | 1 | 30 | 27 | +3  | 3  |
| Grécia         | 3 | 1 | 1 | 1 | 29 | 27 | +2  | 3  |
| Reino Unido    | 3 | 0 | 0 | 3 | 20 | 43 | −23 | 0  |

| 21 de julho de 2013 13:30 | Jogo 4 | Estados Unidos                             | 12–8 | Grécia | Piscines Bernat Picornell, Barcelona Público: 360 Árbitros: Borrell (ESP), Koryzna (POL) |
| 21 de julho de 2013 13:30 | Jogo 4 | Pontuação por períodos: 1–2, 3–2, 4–2, 4–2 |      |        | Piscines Bernat Picornell, Barcelona Público: 360 Árbitros: Borrell (ESP), Koryzna (POL) |

| 21 de julho de 2013 17:30 | Jogo 5 | Canadá                                     | 14–9 | Reino Unido | Piscines Bernat Picornell, Barcelona Público: 300 Árbitros: Flahive (AUS), Moller (ARG) |
| 21 de julho de 2013 17:30 | Jogo 5 | Pontuação por períodos: 3–2, 4–3, 4–3, 3–1 |      |             | Piscines Bernat Picornell, Barcelona Público: 300 Árbitros: Flahive (AUS), Moller (ARG) |

| 23 de julho de 2013 12:10 | Jogo 11 | Reino Unido                                | 7–13 | Grécia | Piscines Bernat Picornell, Barcelona Público: 255 Árbitros: Reemnet (NED), Skovpina (UZB) |
| 23 de julho de 2013 12:10 | Jogo 11 | Pontuação por períodos: 1–1, 2–2, 2–5, 2–5 |      |        | Piscines Bernat Picornell, Barcelona Público: 255 Árbitros: Reemnet (NED), Skovpina (UZB) |

| 23 de julho de 2013 13:30 | Jogo 12 | Estados Unidos                             | 10–8 | Canadá | Piscines Bernat Picornell, Barcelona Público: 200 Árbitros: Alexandrescu (ROU), Williams (NZL) |
| 23 de julho de 2013 13:30 | Jogo 12 | Pontuação por períodos: 4–1, 2–2, 3–2, 1–3 |      |        | Piscines Bernat Picornell, Barcelona Público: 200 Árbitros: Alexandrescu (ROU), Williams (NZL) |

| 25 de julho de 2013 09:30 | Jogo 17 | Estados Unidos                             | 16–4 | Reino Unido | Piscines Bernat Picornell, Barcelona Público: 500 Árbitros: Melliar (RSA), Flahive (AUS) |
| 25 de julho de 2013 09:30 | Jogo 17 | Pontuação por períodos: 4–0, 2–2, 3–1, 7–1 |      |             | Piscines Bernat Picornell, Barcelona Público: 500 Árbitros: Melliar (RSA), Flahive (AUS) |

| 25 de julho de 2013 10:50 | Jogo 18 | Canadá                                     | 8–8 | Grécia | Piscines Bernat Picornell, Barcelona Público: 650 Árbitros: Taylan (TUR), Peris (CRO) |
| 25 de julho de 2013 10:50 | Jogo 18 | Pontuação por períodos: 2–3, 2–3, 3–0, 1–2 |     |        | Piscines Bernat Picornell, Barcelona Público: 650 Árbitros: Taylan (TUR), Peris (CRO) |

### Grupo D
|             | J | V | E | D | GM | GS | SG  | PT |
| ----------- | - | - | - | - | -- | -- | --- | -- |
| Hungria     | 3 | 3 | 0 | 0 | 48 | 17 | +31 | 6  |
| Itália      | 3 | 2 | 0 | 1 | 26 | 22 | +4  | 4  |
| Cazaquistão | 3 | 1 | 0 | 2 | 23 | 32 | −9  | 2  |
| Brasil      | 3 | 0 | 0 | 3 | 16 | 42 | −26 | 0  |

| 21 de julho de 2013 18:50 | Jogo 6 | Hungria                                    | 20–6 | Brasil | Piscines Bernat Picornell, Barcelona Público: 300 Árbitros: Naumov (RUS), Reemnet (NED) |
| 21 de julho de 2013 18:50 | Jogo 6 | Pontuação por períodos: 6–2, 3–0, 3–0, 8–4 |      |        | Piscines Bernat Picornell, Barcelona Público: 300 Árbitros: Naumov (RUS), Reemnet (NED) |

| 21 de julho de 2013 20:10 | Jogo 7 | Itália                                     | 9–7 | Cazaquistão | Piscines Bernat Picornell, Barcelona Público: 600 Árbitros: Taylan (TUR), Ni (CHN) |
| 21 de julho de 2013 20:10 | Jogo 7 | Pontuação por períodos: 1–3, 5–0, 2–3, 1–1 |     |             | Piscines Bernat Picornell, Barcelona Público: 600 Árbitros: Taylan (TUR), Ni (CHN) |

| 23 de julho de 2013 17:30 | Jogo 13 | Cazaquistão                                | 9–5 | Brasil | Piscines Bernat Picornell, Barcelona Público: 410 Árbitros: Taylan (TUR), Golijanin (SRB) |
| 23 de julho de 2013 17:30 | Jogo 13 | Pontuação por períodos: 2–2, 3–0, 2–0, 2–3 |     |        | Piscines Bernat Picornell, Barcelona Público: 410 Árbitros: Taylan (TUR), Golijanin (SRB) |

| 23 de julho de 2013 18:50 | Jogo 14 | Hungria                                    | 10–4 | Itália | Piscines Bernat Picornell, Barcelona Público: 400 Árbitros: Borrell (ESP), Margeta (SLO) |
| 23 de julho de 2013 18:50 | Jogo 14 | Pontuação por períodos: 3–1, 3–1, 3–1, 1–1 |      |        | Piscines Bernat Picornell, Barcelona Público: 400 Árbitros: Borrell (ESP), Margeta (SLO) |

| 25 de julho de 2013 12:10 | Jogo 19 | Hungria                                    | 18–7 | Cazaquistão | Piscines Bernat Picornell, Barcelona Público: 200 Árbitros: Williams (NZL), Bender (GER) |
| 25 de julho de 2013 12:10 | Jogo 19 | Pontuação por períodos: 8–1, 4–2, 3–2, 3–2 |      |             | Piscines Bernat Picornell, Barcelona Público: 200 Árbitros: Williams (NZL), Bender (GER) |

| 25 de julho de 2013 13:30 | Jogo 20 | Itália                                     | 13–5 | Brasil | Piscines Bernat Picornell, Barcelona Público: 200 Árbitros: Skovpina (UZB), Koganov (AZE) |
| 25 de julho de 2013 13:30 | Jogo 20 | Pontuação por períodos: 2–1, 6–0, 2–1, 3–3 |      |        | Piscines Bernat Picornell, Barcelona Público: 200 Árbitros: Skovpina (UZB), Koganov (AZE) |

## Segunda fase
|  | Oitavas de final  | Oitavas de final |                |    | Quartas de final    | Quartas de final    |             |             | Semifinais | Semifinais |  |  | Final | Final |
|  |                   |                  |                |    |                     |                     |             |             |            |            |  |  |       |       |
|  | 27 de julho       |                  |                |    |                     |                     |             |             |            |            |  |  |       |       |
|  |                   |                  |                |    |                     |                     |             |             |            |            |  |  |       |       |
|  | Rússia            | 22               |                |    |                     |                     |             |             |            |            |  |  |       |       |
|  | Rússia            | 22               | 29 de julho    |    |                     |                     |             |             |            |            |  |  |       |       |
|  | África do Sul     | 3                |                |    |                     |                     |             |             |            |            |  |  |       |       |
|  | África do Sul     | 3                | Rússia         | 17 |                     |                     |             |             |            |            |  |  |       |       |
|  | 27 de julho       |                  | Rússia         | 17 |                     |                     |             |             |            |            |  |  |       |       |
|  |                   | Canadá           | 9              |    |                     |                     |             |             |            |            |  |  |       |       |
|  | Canadá            | Canadá           | 9              | 14 |                     |                     |             |             |            |            |  |  |       |       |
|  | Canadá            |                  | 31 de julho    | 14 |                     |                     |             |             |            |            |  |  |       |       |
|  | Cazaquistão       | 8                |                |    |                     |                     |             |             |            |            |  |  |       |       |
|  | Cazaquistão       | 8                | Rússia         | 6  |                     |                     |             |             |            |            |  |  |       |       |
|  | 27 de julho       |                  | Rússia         | 6  |                     |                     |             |             |            |            |  |  |       |       |
|  |                   | Austrália        | 9              |    |                     |                     |             |             |            |            |  |  |       |       |
|  | Austrália         | Austrália        | 9              | 25 |                     |                     |             |             |            |            |  |  |       |       |
|  | Austrália         | 29 de julho      |                | 25 |                     |                     |             |             |            |            |  |  |       |       |
|  | Uzbequistão       | 2                |                |    |                     |                     |             |             |            |            |  |  |       |       |
|  | Uzbequistão       | 2                | Austrália      | 9  |                     |                     |             |             |            |            |  |  |       |       |
|  | 27 de julho       |                  | Austrália      | 9  |                     |                     |             |             |            |            |  |  |       |       |
|  |                   | Grécia           | 5              |    |                     |                     |             |             |            |            |  |  |       |       |
|  | Itália            | Grécia           | 5              | 12 |                     |                     |             |             |            |            |  |  |       |       |
|  | Itália            |                  | 2 de agosto    | 12 |                     |                     |             |             |            |            |  |  |       |       |
|  | Grécia (pênaltis) | 13               |                |    |                     |                     |             |             |            |            |  |  |       |       |
|  | Grécia (pênaltis) | 13               | Austrália      | 6  |                     |                     |             |             |            |            |  |  |       |       |
|  | 27 de julho       |                  | Austrália      | 6  |                     |                     |             |             |            |            |  |  |       |       |
|  |                   | Espanha          | 8              |    |                     |                     |             |             |            |            |  |  |       |       |
|  | Estados Unidos    | Espanha          | 8              | 14 |                     |                     |             |             |            |            |  |  |       |       |
|  | Estados Unidos    | 29 de julho      |                | 14 |                     |                     |             |             |            |            |  |  |       |       |
|  | Brasil            | 3                |                |    |                     |                     |             |             |            |            |  |  |       |       |
|  | Brasil            | 3                | Estados Unidos | 6  |                     |                     |             |             |            |            |  |  |       |       |
|  | 27 de julho       |                  | Estados Unidos | 6  |                     |                     |             |             |            |            |  |  |       |       |
|  |                   | Espanha          | 9              |    |                     |                     |             |             |            |            |  |  |       |       |
|  | Espanha           | Espanha          | 9              | 18 |                     |                     |             |             |            |            |  |  |       |       |
|  | Espanha           |                  | 31 de julho    | 18 |                     |                     |             |             |            |            |  |  |       |       |
|  | Nova Zelândia     | 6                |                |    |                     |                     |             |             |            |            |  |  |       |       |
|  | Nova Zelândia     | 6                | Espanha        | 13 |                     |                     |             |             |            |            |  |  |       |       |
|  | 27 de julho       |                  | Espanha        | 13 |                     |                     |             |             |            |            |  |  |       |       |
|  |                   | Hungria          | 12             |    | Disputa pelo bronze | Disputa pelo bronze |             |             |            |            |  |  |       |       |
|  | Hungria           | Hungria          | 12             | 14 | Disputa pelo bronze | Disputa pelo bronze |             |             |            |            |  |  |       |       |
|  | Hungria           | 29 de julho      | 29 de julho    | 14 |                     |                     | 2 de agosto | 2 de agosto |            |            |  |  |       |       |
|  | Reino Unido       | 29 de julho      | 29 de julho    | 5  |                     |                     | 2 de agosto | 2 de agosto |            |            |  |  |       |       |
|  | Reino Unido       | Hungria          | 11             | 5  | Rússia              | 8                   |             |             |            |            |  |  |       |       |
|  | 27 de julho       | Hungria          | 11             |    | Rússia              | 8                   |             |             |            |            |  |  |       |       |
|  |                   | Países Baixos    | 7              |    | Hungria             | 10                  |             |             |            |            |  |  |       |       |
|  | China             | Países Baixos    | 7              | 10 | Hungria             | 10                  |             |             |            |            |  |  |       |       |
|  | China             |                  |                | 10 |                     |                     |             |             |            |            |  |  |       |       |
|  | Países Baixos     | 11               |                |    |                     |                     |             |             |            |            |  |  |       |       |
|  | Países Baixos     | 11               |                |    |                     |                     |             |             |            |            |  |  |       |       |

### Oitavas de final
| 27 de julho de 2013 09:30 | Jogo 25 | Rússia                                     | 22–3 | África do Sul | Piscines Bernat Picornell, Barcelona Público: 100 Árbitros: Ni (CHN), Vogel (HUN) |
| 27 de julho de 2013 09:30 | Jogo 25 | Pontuação por períodos: 5–0, 7–2, 6–1, 4–0 |      |               | Piscines Bernat Picornell, Barcelona Público: 100 Árbitros: Ni (CHN), Vogel (HUN) |

| 27 de julho de 2013 10:50 | Jogo 27 | Austrália                                  | 25–2 | Uzbequistão | Piscines Bernat Picornell, Barcelona Público: 100 Árbitros: Moller (ARG), Littlejohn (GBR) |
| 27 de julho de 2013 10:50 | Jogo 27 | Pontuação por períodos: 6–0, 5–1, 5–1, 9–0 |      |             | Piscines Bernat Picornell, Barcelona Público: 100 Árbitros: Moller (ARG), Littlejohn (GBR) |

| 27 de julho de 2013 12:10 | Jogo 28 | China                                      | 10–11 | Países Baixos | Piscines Bernat Picornell, Barcelona Público: 300 Árbitros: Bender (GER), Flahive (AUS) |
| 27 de julho de 2013 12:10 | Jogo 28 | Pontuação por períodos: 2–2, 2–4, 3–2, 3–3 |       |               | Piscines Bernat Picornell, Barcelona Público: 300 Árbitros: Bender (GER), Flahive (AUS) |

| 27 de julho de 2013 13:30 | Jogo 26 | Espanha                                    | 18–6 | Nova Zelândia | Piscines Bernat Picornell, Barcelona Público: 450 Árbitros: Melliar (RSA), Golijanin (SRB) |
| 27 de julho de 2013 13:30 | Jogo 26 | Pontuação por períodos: 5–1, 4–2, 3–2, 6–1 |      |               | Piscines Bernat Picornell, Barcelona Público: 450 Árbitros: Melliar (RSA), Golijanin (SRB) |

| 27 de julho de 2013 17:30 | Jogo 29 | Estados Unidos                             | 14–3 | Brasil | Piscines Bernat Picornell, Barcelona Público: 400 Árbitros: Makita (JPN), Skovpina (UZB) |
| 27 de julho de 2013 17:30 | Jogo 29 | Pontuação por períodos: 3–0, 7–1, 2–2, 2–0 |      |        | Piscines Bernat Picornell, Barcelona Público: 400 Árbitros: Makita (JPN), Skovpina (UZB) |

| 27 de julho de 2013 18:50 | Jogo 30 | Canadá                                     | 14–8 | Cazaquistão | Piscines Bernat Picornell, Barcelona Público: 300 Árbitros: Williams (NZL), Taylan (TUR) |
| 27 de julho de 2013 18:50 | Jogo 30 | Pontuação por períodos: 4–2, 5–1, 3–3, 2–2 |      |             | Piscines Bernat Picornell, Barcelona Público: 300 Árbitros: Williams (NZL), Taylan (TUR) |

| 27 de julho de 2013 20:10 | Jogo 31 | Hungria                                    | 14–5 | Reino Unido | Piscines Bernat Picornell, Barcelona Público: 450 Árbitros: Terepenka (CAN), Drury (USA) |
| 27 de julho de 2013 20:10 | Jogo 31 | Pontuação por períodos: 4–2, 4–2, 2–0, 4–1 |      |             | Piscines Bernat Picornell, Barcelona Público: 450 Árbitros: Terepenka (CAN), Drury (USA) |

| 27 de julho de 2013 21:30 | Jogo 32 | Itália                                                                     | 12–13 | Grécia | Piscines Bernat Picornell, Barcelona Público: 400 Árbitros: Margeta (SLO), Borrell (ESP) |
| 27 de julho de 2013 21:30 | Jogo 32 | Pontuação por períodos: 2–2, 2–3, 1–2, 4–2 Tempo extra: 1–1, 0–0 (pên) 2–3 |       |        | Piscines Bernat Picornell, Barcelona Público: 400 Árbitros: Margeta (SLO), Borrell (ESP) |

### Quartas de final
| 29 de julho de 2013 15:30 | Jogo 33 | Rússia                                     | 17–9 | Canadá | Piscines Bernat Picornell, Barcelona Público: 560 Árbitros: Bender (GER), Peris (CRO) |
| 29 de julho de 2013 15:30 | Jogo 33 | Pontuação por períodos: 5–2, 3–1, 4–4, 5–2 |      |        | Piscines Bernat Picornell, Barcelona Público: 560 Árbitros: Bender (GER), Peris (CRO) |

| 29 de julho de 2013 17:00 | Jogo 34 | Austrália                                  | 9–5 | Grécia | Piscines Bernat Picornell, Barcelona Público: 500 Árbitros: Margeta (SLO), Alexandrescu (ROU) |
| 29 de julho de 2013 17:00 | Jogo 34 | Pontuação por períodos: 3–1, 1–1, 2–2, 3–1 |     |        | Piscines Bernat Picornell, Barcelona Público: 500 Árbitros: Margeta (SLO), Alexandrescu (ROU) |

| 29 de julho de 2013 20:15 | Jogo 36 | Países Baixos                              | 7–11 | Hungria | Piscines Bernat Picornell, Barcelona Público: 1,800 Árbitros: Moller (ARG), Taylan (TUR) |
| 29 de julho de 2013 20:15 | Jogo 36 | Pontuação por períodos: 1–5, 0–2, 3–2, 3–2 |      |         | Piscines Bernat Picornell, Barcelona Público: 1,800 Árbitros: Moller (ARG), Taylan (TUR) |

| 29 de julho de 2013 21:45 | Jogo 35 | Espanha                                    | 9–6 | Estados Unidos | Piscines Bernat Picornell, Barcelona Público: 3,300 Árbitros: Koryzna (POL), Bianchi (ITA) |
| 29 de julho de 2013 21:45 | Jogo 35 | Pontuação por períodos: 4–2, 1–2, 1–1, 3–1 |     |                | Piscines Bernat Picornell, Barcelona Público: 3,300 Árbitros: Koryzna (POL), Bianchi (ITA) |

### Semifinal
| 31 de julho de 2013 20:15 | Jogo 39 | Rússia                                     | 6–9 | Austrália | Piscines Bernat Picornell, Barcelona Público: 2,200 Árbitros: Margeta (SLO), Bianchi (ITA) |
| 31 de julho de 2013 20:15 | Jogo 39 | Pontuação por períodos: 2–1, 1–3, 1–2, 2–3 |     |           | Piscines Bernat Picornell, Barcelona Público: 2,200 Árbitros: Margeta (SLO), Bianchi (ITA) |

| 31 de julho de 2013 21:45 | Jogo 40 | Espanha                                    | 13–12 | Hungria | Piscines Bernat Picornell, Barcelona Público: 3,200 Árbitros: Drury (USA), Alexandrescu (ROU) |
| 31 de julho de 2013 21:45 | Jogo 40 | Pontuação por períodos: 5–5, 4–4, 2–3, 2–0 |       |         | Piscines Bernat Picornell, Barcelona Público: 3,200 Árbitros: Drury (USA), Alexandrescu (ROU) |

### Disputa pelo bronze
| 2 de agosto de 2013 16:30 | Jogo 43 | Rússia                                     | 8–10 | Hungria | Piscines Bernat Picornell, Barcelona Público: 1,250 Árbitros: Drury (USA), Bianchi (ITA) |
| 2 de agosto de 2013 16:30 | Jogo 43 | Pontuação por períodos: 3–3, 2–2, 2–3, 1–2 |      |         | Piscines Bernat Picornell, Barcelona Público: 1,250 Árbitros: Drury (USA), Bianchi (ITA) |

### Final
| 2 de agosto de 2013 22:15 | Jogo 44 | Austrália                                  | 6–8 | Espanha | Piscines Bernat Picornell, Barcelona Público: 4,500 Árbitros: Koryzna (POL), Bender (GER) |
| 2 de agosto de 2013 22:15 | Jogo 44 | Pontuação por períodos: 1–2, 2–3, 1–1, 2–2 |     |         | Piscines Bernat Picornell, Barcelona Público: 4,500 Árbitros: Koryzna (POL), Bender (GER) |

## Disputa do 5º ao 8º lugares
|  | Semifinais     | Semifinais                |    |             | 5º lugar      | 5º lugar |  |
|  |                |                           |    |             |               |          |  |
|  | 31 de julho    |                           |    |             |               |          |  |
|  | Canadá         | 8                         |    |             |               |          |  |
|  | Grécia         | 12                        |    |             |               |          |  |
|  |                |                           |    |             |               |          |  |
|  |                |                           |    |             | 2 de agosto   |          |  |
|  |                |                           |    |             | Grécia        | 12       |  |
|  |                | Estados Unidos (pênaltis) | 15 |             |               |          |  |
|  |                |                           |    |             |               |          |  |
|  |                |                           |    |             |               |          |  |
|  |                |                           |    |             | 7º lugar      |          |  |
|  | 31 de julho    | 31 de julho               |    | 2 de agosto | 2 de agosto   |          |  |
|  | Estados Unidos | 12                        |    | Canadá      | 9             |          |  |
|  | Países Baixos  | 11                        |    |             | Países Baixos | 12       |  |

| 31 de julho de 2013 15:30 | Jogo 37 | Canadá                                     | 8–12 | Grécia | Piscines Bernat Picornell, Barcelona Público: 400 Árbitros: Moller (ARG), Taylan (TUR) |
| 31 de julho de 2013 15:30 | Jogo 37 | Pontuação por períodos: 1–5, 3–1, 1–5, 3–1 |      |        | Piscines Bernat Picornell, Barcelona Público: 400 Árbitros: Moller (ARG), Taylan (TUR) |

| 31 de julho de 2013 17:00 | Jogo 38 | Estados Unidos                             | 12–11 | Países Baixos | Piscines Bernat Picornell, Barcelona Público: 400 Árbitros: Peris (CRO), Flahive (AUS) |
| 31 de julho de 2013 17:00 | Jogo 38 | Pontuação por períodos: 2–2, 4–3, 3–2, 3–4 |       |               | Piscines Bernat Picornell, Barcelona Público: 400 Árbitros: Peris (CRO), Flahive (AUS) |

### Decisão do 7º lugar
| 2 de agosto de 2013 15:00 | Jogo 41 | Canadá                                     | 9–12 | Países Baixos | Piscines Bernat Picornell, Barcelona Público: 300 Árbitros: Vogel (HUN), Naumov (RUS) |
| 2 de agosto de 2013 15:00 | Jogo 41 | Pontuação por períodos: 1–5, 2–3, 4–3, 2–1 |      |               | Piscines Bernat Picornell, Barcelona Público: 300 Árbitros: Vogel (HUN), Naumov (RUS) |

### Decisão do 5º lugar
| 2 de agosto de 2013 20:45 | Jogo 42 | Grécia                                                                     | 12–15 | Estados Unidos | Piscines Bernat Picornell, Barcelona Público: 4,400 Árbitros: Terepenka (CAN), Taylan (TUR) |
| 2 de agosto de 2013 20:45 | Jogo 42 | Pontuação por períodos: 4–4, 1–2, 1–3, 4–1 Tempo extra: 1–0, 0–1 (pên) 1–4 |       |                | Piscines Bernat Picornell, Barcelona Público: 4,400 Árbitros: Terepenka (CAN), Taylan (TUR) |

## Classificação final
| Pos.              | Equipe         |
| ----------------- | -------------- |
| Medalha de ouro   | Espanha        |
| Medalha de prata  | Austrália      |
| Medalha de bronze | Hungria        |
| 4                 | Rússia         |
| 5                 | Estados Unidos |
| 6                 | Grécia         |
| 7                 | Países Baixos  |
| 8                 | Canadá         |
| 9                 | China          |
| 10                | Itália         |
| 11                | Cazaquistão    |
| 12                | Nova Zelândia  |
| 13                | Reino Unido    |
| 14                | Brasil         |
| 15                | África do Sul  |
| 16                | Uzbequistão    |